# Alamogordo
Alamogordo è una città e il capoluogo della contea di Otero nello Stato del Nuovo Messico, negli Stati Uniti. La sua popolazione era di 30 898 abitanti al censimento del 2020. Situata nel bacino di Tularosa, che a sua volta si trova all'interno del deserto di Chihuahua, confina ad est con i Monti Sacramento e ad ovest con l'Holloman Air Force Base. Alamogordo divenne famosa nel 1945 con Trinity, l'esplosione della prima bomba atomica nella storia.
Gli esseri umani hanno abitato l'area di Alamogordo per almeno 11 000 anni. L'odierno centro abitato, fondato nel 1898 durante la costruzione della El Paso and Northeastern Railroad, è un esempio di città di fondazione. La città è stata incorporata nel 1912. Il turismo divenne un punto cardine dell'economia locale con la creazione del White Sands National Monument nel 1933, che ancora oggi attira turisti da tutto il paese. Durante gli anni 1950 e 1960, Alamogordo era un centro di ricerca non ufficiale per la sicurezza dei piloti e del programma spaziale degli Stati Uniti.
Alamogordo è una charter city che possiede un consiglio comunale e un sindaco. La città dispone di molti luoghi per l'intrattenimento e per il tempo libero, tra cui un grande parco nel centro della città, altri parchi più piccoli sparsi per la città, un campo da golf, l'Alameda Park Zoo, una rete di sentieri, l'Alamogordo Public Library e una casa per anziani. Il Gerald Champion Regional Medical Center è un ospedale di utilizzo civile e militare senza scopo di lucro, che funge anche da ospedale per l'Holloman Air Force Base.

## Geografia fisica
Secondo l'Ufficio del censimento degli Stati Uniti, ha una superficie totale di 21,44 mi² (55,53 km²).

## Storia
Il bacino di Tularosa è stato abitato per almeno 11 000 anni. Nella zona sono presenti i resti di civiltà precedenti, come la cultura Clovis, la cultura Folsom e dei popoli del periodo arcaico e della fase formativa. I Mescalero Apache già abitavano nel bacino di Tularosa quando arrivarono gli spagnoli nel 1534 e, secondo la storia orale dei Mescalero, dice che hanno sempre vissuto lì. Gli spagnoli costruirono una cappella a La Luz (a circa 8 km dal futuro sito di Alamogordo) nel 1719, tuttavia, La Luz non è stata abitata fino intorno al 1860.
La città di Alamogordo è stata fondata nel giugno 1898, quando la El Paso and Northeastern Railroad, guidata da Charles Bishop Eddy, estese il servizio ferroviario alla città. Eddy influenzò l'aspetto del centro abitato, che comprendeva strade larghe e canali di irrigazione. Il fratello di Charles Eddy, John Arthur Eddy, diede alla nuova città il nome di Alamogordo ("pioppo grande/grasso" in spagnolo) dopo essersi ricordato della presenza di un boschetto di pioppi nella zona del fiume Pecos. Quando Alamogordo è stata progettata nel 1898, alle strade est-ovest furono assegnate denominazioni numeriche, mentre quelle nord-sud presero il nome degli stati federali. L'attuale White Sands Boulevard allora si chiamava Pennsylvania Avenue.
Diversi edifici governativi di Alamogordo sono stati costruiti dalla Works Progress Administration, un'agenzia creata nel 1935 in risposta alla grande depressione. Tra questi vi è l'Otero County Administration Building al 1101 di New York Avenue, un edificio in stile Pueblo costruito originariamente come ufficio postale nel 1938. L'edificio è iscritto nel National Register of Historic Places. Il portico dell'ingresso principale è stato affrescato da Peter Hurd nel 1942. L'ufficio postale si trasferì nel 1961 e l'edificio venne utilizzato da una serie di agenzie, sotto il nome di Federal Building. L'ultima agenzia ad occuparlo è stata l'United States Forest Service, che lo ha utilizzato come sede della foresta nazionale di Lincoln fino all'ottobre 2008, quando l'agenzia si è trasferita in un edificio di nuova costruzione. La proprietà dell'edificio è stata trasferita al governo della contea di Otero e molti uffici governativi sono stati spostati dal tribunale al nuovo edificio amministrativo nel febbraio 2009.
Nel 1983, Atari ha sotterrato nella discarica di Alamogordo oltre 700 mila cartucce di videogiochi dell'Atari 2600, in particolare di E.T. the Extra-Terrestrial. Alla fine del 2001, Alamogordo ha suscitato clamore a livello internazionale, quando il 30 dicembre la Christ Community Church ha organizzato un rogo pubblico dei libri della serie di Harry Potter e altre serie.

## Società

### Evoluzione demografica
Secondo il censimento del 2020, la popolazione era di 30 898 abitanti.